# پل اندرسون (وزنه‌بردار)
پل اندرسون (انگلیسی: Paul Anderson; ۱۷ اکتبر ۱۹۳۲ – ۱۵ اوت ۱۹۹۴) وزنه‌بردار اهل ایالات متحده آمریکا بود.